# 埃格伯特 (威塞克斯)
埃格伯特（有时拼写为或或；770年—839年7月）是802年至839年在位的威塞克斯国王。他的父亲是肯特国王埃尔蒙德。8世纪80年代，麦西亚国王奥法和威塞克斯国王貝奧赫特里克将埃格伯特流放，但在802年，布里特里克去世，埃格伯特回国登基。
在位期間，埃格伯特统治的最初二十年鲜为人知，他征服或臣服了不列顛島上其餘六個盎格魯-撒克遜人王國，基本統一了英格蘭。

## 早年
根據《盎格魯-撒克遜編年史》的記載，埃格伯特是肯特國王伊爾蒙德（Ealhmund of Kent）之子，而伊爾蒙德又是前威塞克斯國王因尼（Ine）的後裔，因此埃格伯特擁有威塞克斯王位的繼承權。786年，當時的威塞克斯國王駕崩，本來應由埃格伯特繼承威塞克斯王位，但被對手貝奧赫特里克和麥西亞國王奥法（Offa of Mercia）密謀奪得王位。貝奧赫特里克為了防止埃格伯特再次搶奪王位，將他流放，而麥西亞國王奧法也成功地把埃格伯特的肯特王國置於控制之下。
埃格伯特被流放後，来到歐洲大陸，向法蘭克王國的查理大帝尋找庇護，並在法蘭克度過十三年歲月。802年，貝奧赫特里克逝世，而麥西亞國王奥法也在796年離世，使得埃格伯特得以回到威塞克斯王國接掌王位。

## 威塞克斯國王

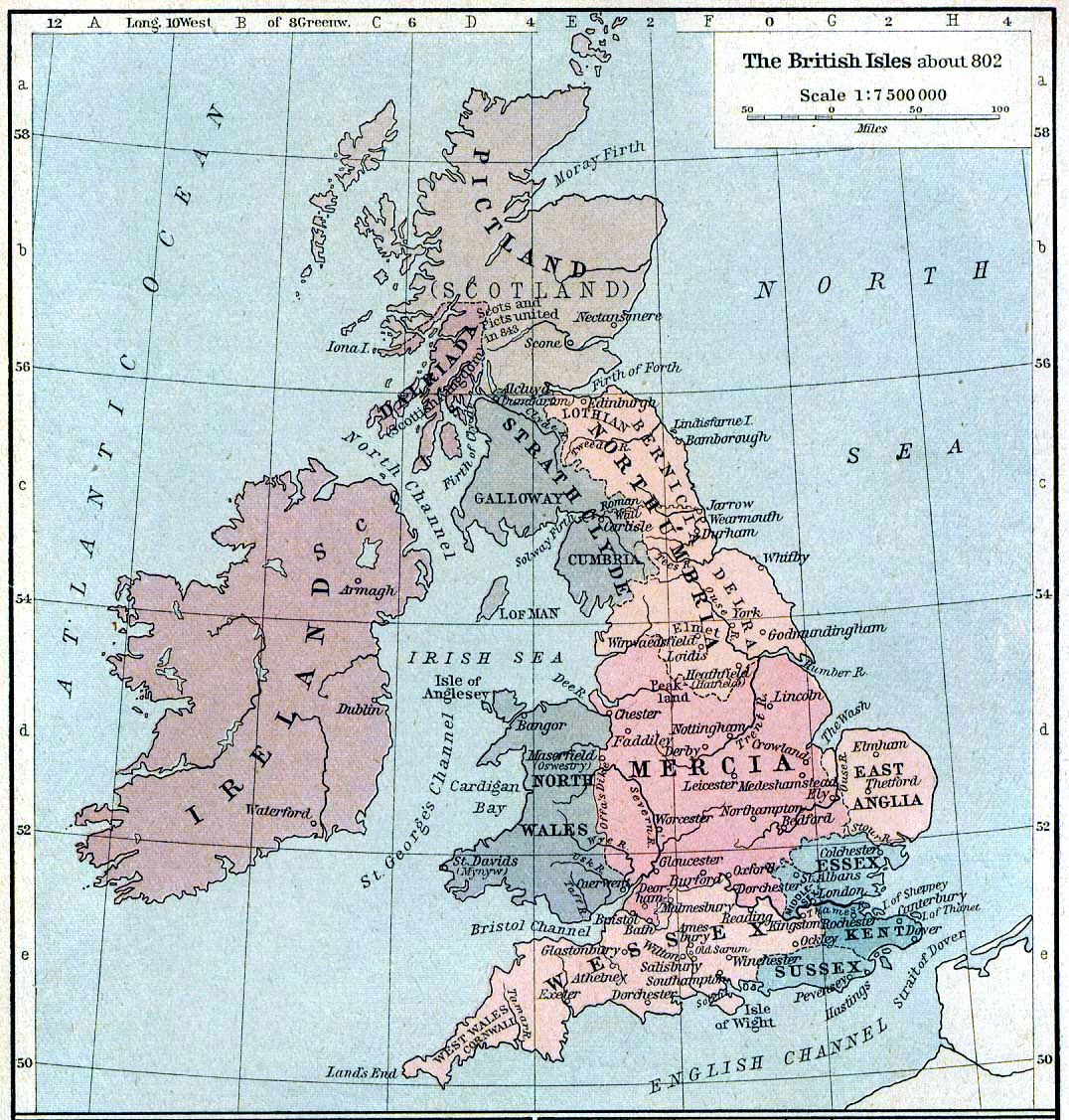
公元802年時的不列顛

埃格伯特成為威塞克斯國王後，便開始大力發展國家及軍力。815年，他先對西威爾斯用兵，成功開拓出大片疆土，包括今天的康沃爾（Cornwall）。爾後他開始對付其餘的盎格魯-撒克遜人王國。825年，七國之一的東盎格利亞王國（East Anglia）在埃格伯特的支持下出兵麥西亞王國，成功擺脫了麥西亞的統治，但埃格伯特藉口協助東盎格利亞而將其置於控制之下，東盎格利亞臣服於埃格伯特，成為其附庸。同年，埃格伯特與兒子埃塞爾伍爾夫（Æþelwulf）聯手攻陷肯特王國，重奪對肯特的控制權。此外，其他的南部的王國萨塞克斯（Sussex）及埃塞克斯（Essex）等也紛紛如東盎格利亞般成為了威塞克斯的附庸國，這些王國大致上已名存實亡，成為威塞克斯的一部份。至此，威塞克斯和麥西亞王國及其附庸諾森布里亞（Northumbria）王國形成對峙之势。
埃格伯特着手準備對麥西亞的攻勢。825年，威塞克斯軍與麥西亞軍在艾蘭敦（Ellendun）展開激戰，由埃格伯特親率的威塞克斯軍在這場戰役中戰勝了麥西亞軍，爾後，麥西亞王國節節敗退。829年，埃格伯特全面攻陷麥西亞王國，麥西亞國王威格拉夫（Wiglaf）只得承認埃格伯特的領主地位。同年，埃格伯特追擊剩下的諾森布里亞王國，不久後，諾森布里亞也臣服於埃格伯特，英格蘭已經基本統一。埃格伯特成为第八位不列颠统治者。

## 成为霸主
829年，埃格伯特成為了英格蘭霸主。但英格兰內部仍然紛亂不堪，而且时有外敵入侵。830年，埃格伯特再次遠征威爾斯並取得成功，可是麥西亞卻在同年脫離埃格伯特的統治再次獨立。北歐的诺斯人、英格蘭西部的威爾斯和康沃爾人也經常侵擾埃格伯特的領土。836年，埃格伯特的軍隊被丹麥人打敗，838年，埃格伯特率軍在亨斯頓（Hingston）成功擊敗丹麥诺斯人和威爾斯人的聯軍，暫時解除了丹麥人對英格蘭的威脅。他在任期间，英格兰仍然處於動蕩不安的年代，但他基本結束了七國割據，為英格兰的統一打下基礎。

## 逝世
839年7月，埃格伯特在英格蘭康沃爾逝世，其子埃塞尔伍尔夫繼承他的領地。直至927年，其後裔埃塞尔斯坦才真正稱自己為「央格魯撒克遜人的國王」(英格蘭的國王)。

## 婚姻及子女
埃格伯特的妻子是查理大帝妻子的姊妹麗特珮嘉（Redburga），他們育有兩子一女，當中可知的只有埃塞伍爾夫，其餘兩人的資料則無法考證。其中女兒很可能是修女聖伊迪絲。

## 外部連結
- （英文）埃格伯特的生平（页面存档备份，存于）
- （英文）威塞克斯王朝君主一覽

| 埃格伯特 (威塞克斯) 威塞克斯王朝出生于：770年逝世於：839年7月 | 埃格伯特 (威塞克斯) 威塞克斯王朝出生于：770年逝世於：839年7月 | 埃格伯特 (威塞克斯) 威塞克斯王朝出生于：770年逝世於：839年7月 |
| 統治者頭銜                                                    | 統治者頭銜                                                    | 統治者頭銜                                                    |
| ------------------------------------------------------------- | ------------------------------------------------------------- | ------------------------------------------------------------- |
| 前任： 布里特里克                                             | 威塞克斯國王 802年－839年7月                                  | 繼任： 埃塞尔伍尔夫                                           |
| 前任： 巴爾特雷德                                             | 肯特國王 825年－839年7月                                      | 繼任： 埃塞尔伍尔夫                                           |
| 前任： 施格雷德                                               | 埃塞克斯國王 825年－839年7月                                  | 繼任： 埃塞尔伍尔夫                                           |
| 前任： 不可考                                                 | 萨塞克斯國王 825年－839年7月                                  | 繼任： 埃塞尔伍尔夫                                           |
| 前任： 威格拉夫                                               | 麥西亞國王 829年－830年                                       | 繼任： 威格拉夫 （復辟）                                      |